# Ideocracia
Para la película de 2006 véase Ideocracy.
Ideocracia es un sistema de gobierno o de organización política y social basado en una ideología monística. Se trata de sistemas políticos en los que existe una ideología dominante profundamente enraizada en la política y donde, generalmente, la política está presente en la mayoría o en todos los aspectos de la sociedad. La ideología de una ideocracia se presenta como un sistema absoluto, universal y supremo para la comprensión de la vida social, de forma similar a la de un dios en una religión monoteísta.